# Les Thilliers-en-Vexin
Les Thilliers-en-Vexin is een gemeente in het Franse departement Eure (regio Normandië) en telt 451 inwoners (2005). De plaats maakt deel uit van het arrondissement Les Andelys.

## Geografie
De oppervlakte van Les Thilliers-en-Vexin bedraagt 1,6 km², de bevolkingsdichtheid is 281,9 inwoners per km².
De onderstaande kaart toont de ligging van Les Thilliers-en-Vexin met de belangrijkste infrastructuur en aangrenzende gemeenten.

## Demografie
Onderstaande figuur toont het verloop van het inwonertal (bron: INSEE-tellingen).

1. ↑  Populations de référence 2022.